# 프리미어리그 2001-02
FA 프리미어리그 2001-02 시즌은 프리미어리그의 10번째 시즌이다. 이전의 칼링 대신에 바클레이카드가 새로운 후원사가 되면서 FA 바클레이카드 프리미어십으로 불렸다. 시즌은 2001년 8월 18일에 시작되어 2002년 5월 11일에 종료되었다. 리그 우승은 아스널이 차지했으며 리버풀, 맨체스터 유나이티드, 뉴캐슬 유나이티드가 그 뒤를 이어 다음 시즌의 챔피언스리그에 나가게 되었다.
아스널은 2002년 5월 8일에 37라운드 경기인 올드 트래퍼드에서의 맨체스터 유나이티드를 이기고 우승을 확정하였다. 아스널은 5일 전에 FA컵까지 우승하여 클럽 역사상 세 번째 더블이자 아르센 웽거가 클럽을 맡은 후 두 번째 더블을 하였다.

## 승격 및 강등

### 승격팀
- 우승 팀 : 풀럼 FC
- 준우승 : 블랙번 로버스 FC
- 플레이오프 우승 팀 : 볼턴 원더러스 FC

### 강등팀
- 레스터 시티 FC
- 더비 카운티 FC
- 입스위치 타운 FC

## 리그 순위
| 순위 | 팀                   | 경기 | 승 | 무 | 패 | 득 | 실 | 차  | 승점 | 참가 자격 및 강등            |
| ---- | -------------------- | ---- | -- | -- | -- | -- | -- | --- | ---- | ---------------------------- |
| 1    | 아스널               | 38   | 26 | 9  | 3  | 79 | 36 | +43 | 87   | UEFA 챔피언스리그 조별 리그  |
| 2    | 리버풀               | 38   | 24 | 8  | 6  | 67 | 30 | +37 | 80   | UEFA 챔피언스리그 조별 리그  |
| 3    | 맨체스터 유나이티드  | 38   | 24 | 5  | 9  | 87 | 45 | +42 | 77   | UEFA 챔피언스리그 3차 예선전 |
| 4    | 뉴캐슬 유나이티드    | 38   | 21 | 8  | 9  | 74 | 52 | +22 | 71   | UEFA 챔피언스리그 3차 예선전 |
| 5    | 리즈 유나이티드      | 38   | 18 | 12 | 8  | 53 | 37 | +16 | 66   | UEFA컵 1회전                 |
| 6    | 첼시1                | 38   | 17 | 13 | 8  | 66 | 38 | +28 | 64   | UEFA컵 1회전                 |
| 7    | 웨스트 햄 유나이티드 | 38   | 15 | 8  | 15 | 48 | 57 | −9  | 53   |                              |
| 8    | 애스턴 빌라          | 38   | 12 | 14 | 12 | 46 | 47 | −1  | 50   | UEFA 인터토토컵 2회전        |
| 9    | 토트넘 홋스퍼        | 38   | 14 | 8  | 16 | 49 | 53 | −4  | 50   |                              |
| 10   | 블랙번 로버스2       | 38   | 12 | 10 | 16 | 55 | 51 | +4  | 46   | UEFA컵 1회전                 |
| 11   | 사우샘프턴           | 38   | 12 | 9  | 17 | 46 | 54 | −8  | 45   |                              |
| 12   | 미들즈브러           | 38   | 12 | 9  | 17 | 35 | 47 | −12 | 45   |                              |
| 13   | 풀럼3                | 38   | 10 | 14 | 14 | 36 | 44 | −8  | 44   | UEFA 인터토토컵 2회전        |
| 14   | 찰튼 애슬레틱        | 38   | 10 | 14 | 14 | 38 | 49 | −11 | 44   |                              |
| 15   | 에버턴               | 38   | 11 | 10 | 17 | 45 | 57 | −12 | 43   |                              |
| 16   | 볼턴 원더러스        | 38   | 9  | 13 | 16 | 44 | 62 | −18 | 40   |                              |
| 17   | 선덜랜드             | 38   | 10 | 10 | 18 | 29 | 51 | −22 | 40   |                              |
| 18   | 입스위치 타운4       | 38   | 9  | 9  | 20 | 41 | 64 | −23 | 36   | 풋볼 리그 1부로 강등         |
| 19   | 더비 카운티          | 38   | 8  | 6  | 24 | 33 | 63 | −30 | 30   | 풋볼 리그 1부로 강등         |
| 20   | 레스터 시티          | 38   | 5  | 13 | 20 | 30 | 64 | −34 | 28   | 풋볼 리그 1부로 강등         |

- 1: FA컵 우승 팀인 아스널이 챔피언스리그에 참가하게 되어서 준우승 팀인 첼시가 UEFA컵에 참가하였다.
- 2: 블랙번 로버스는 풋볼 리그 컵 우승 팀 자격으로 UEFA컵에 참가하였다.
- 3: 풀럼은 UEFA 인터토토컵 우승으로 같은 해 UEFA컵에도 출전하였다.
- 4: 입스위치 타운은 강등에도 불구하고 UEFA 페어 플레이 랭킹 1위팀으로 선정되어 UEFA컵에 참가하였다.

| 프리미어리그 2001-02 우승 팀                  |
| --------------------------------------------- |
| 아스널 2번째 우승 (잉글랜드 리그 12번째 우승) |

## 득점 순위
| 선수                     | 팀                  | 골 |
| ------------------------ | ------------------- | -- |
| 티에리 앙리              | 아스널              | 24 |
| 지미 플로이트 하셀바잉크 | 첼시                | 23 |
| 앨런 시어러              | 뉴캐슬 유나이티드   | 23 |
| 뤼트 판 니스텔로이       | 맨체스터 유나이티드 | 23 |
| 마이클 오언              | 리버풀              | 19 |
| 올레 군나르 솔샤르       | 맨체스터 유나이티드 | 15 |
| 로비 파울러              | 리즈 유나이티드     | 14 |
| 에이뒤르 그뷔드요흔센    | 첼시                | 14 |
| 마리안 파하르스          | 사우샘프턴          | 14 |
| 앤디 콜                  | 블랙번 로버스       | 13 |

* 출처 : 프리미어리그 공식 홈페이지. “Barclays Premier League Statistics”. 2010년 12월 30일에 원본 문서에서 보존된 문서. 2008년 11월 11일에 확인함.